# May (B'z單曲)
《May》，是日本樂團B'z的第28張單曲。

## 收錄曲
1. May（4:18）
2. You pray, I stay（4:14）

## 簡介
- 為看不見的力量 ～INVISIBLE ONE～/MOVE以來，第一次在發售前完全未在電視上披露的單曲。
- 唯一一張歌曲商業搭配之中，並非以主打歌曲（第一首歌曲）為主的單曲。
- 最終銷量約69.5萬張。

## 製作人員
- 松本孝弘：吉他・全曲作曲・編曲
- 稲葉浩志：主唱・全曲作詞
- 黒瀬蛙一：鼓（#2）
- バカボン鈴木：貝斯（#1）
- 満園庄太郎：貝斯（#2）
- 小野塚晃：鋼琴（#1）
- 池田大介：混音（#2）
- 大島康祐：編曲（#1）

## 主題曲
- SUNTORY「Super Hi-Chu」廣告主題曲。（#2）

## 收錄專輯
- ELEVEN（#1）
- B'z The Best "Pleasure II"（#1）